# Grupo Pesado
Pesado est un groupe de musique régionale mexicaine spécialisé dans le style Conjunto norteño qui a été créé dans la ville de Monterrey, dans l'état de Nuevo Leon, en 1993, par l'accordéoniste et le bajo quintista Pepe Elizondo.

## Membres

### Actuels
- Mario Alberto Zapata Montalvo - Beto Zapata (première voix et accordéon diatonique).

- José Mario Elizondo Rendón - Pepe Elizondo (deuxième voix et  bajo quinto).
- Juan Antonio Pequeño de León - Toño Pequeño (basse).
- Luis Mario Garza Hernández (batterie).
- Julio César Tamez López - Julio Támez (Percussions)).

### Anciens membres
- Mario Padilla (batterie) 1993-1999[1],[note 1].
- Rodolfo "Popo" Guajardo Basse électrique) 1993-1997.
- Martín Chapa Percussions - 1993.

## Chronique
Le groupe Pesado est officiellement créé le 2 juillet 1993 à Monterrey par plusieurs musiciens expérimentés qui ont travaillé plusieurs années au sein de groupes réputés de Conjunto norteño. Pepe Elizondo qui avait contribué à fonder « Los Nuevos Cometas de Monterrey », puis fait partie de Los « Pioneros del Norte », avec le chanteur Arturo Buenrostro qui a été depuis celui du groupe « El Poder del Norte » avait rejoint en 1989, pour un an Eliseo Robles et « Los Bárbaros del Norte », et finalement, en 1990, le groupe de Salomón Robles dans lequel il travaille notamment avec le batteur Mario Padilla. Ana Laura Martínez, l'épouse de Pepe Elizondo, qui était à l'époque sa fiancée, fut à l'origine de sa rencontre et de la découverte du talent de Beto Zapata dont la sœur, Blanca Zapata, était l'une de ses camarades de classe. Beto Zapata, bien que très jeune, avait déjà fait partie de deux groupes de moindre renom : « Los Valientes del Norte » et « Los Aspirantes de Nuevo León ».
Leurs débuts, à l'enseigne d'une certaine inexpérience ou d'une envie d'innover qui ne s'embarrasse pas des possibles dictats commerciaux, sont difficiles : ils parviennent à signer un contrat avec le label MCM (Metro Casa Musical), mais David Hernández, le directeur de celle-ci, les contraint à réenregistrer leur premier album, car il n'aimait pas les voix.
L'un de leurs premiers succès « Ayúdame A Olvidar » est une reprise en style norteño, du groupe pop-rock argentin des années 1970, Abracadabra.

## Sources
- (en) Rain City Drummer - Dave, « A Concise History of Norteño Drumming - Part 3: Mario Padilla », sur Rain City Drummer, 11 décembre 2017.
- (es) El Universal, « Grupo Pesado, una historia de peso », LaTarde de Reynosa, Reynosa, Editora Demar S.A de C.V, 4 janvier 2016.